# Mariana Levy
Mariana Levy Fernández (Cidade do México, 22 de abril de 1966 — Cidade do México, 29 de abril de 2005) foi uma atriz e apresentadora mexicana. Sua mãe é a atriz mexicana Talina Fernández.

## Vida pessoal
Filha de Talina Fernández, irmã de Coco Levy e Patricio Levy, tia de Constanza e Eugenia. Mariana não viveu para conhecer os filhos de Patricio, Pedro e Juan.
Mariana casou-se com o ator Ariel López Padilla no dia 10 de janeiro de 1988. O casal  divorciou-se a 15 de outubro de 1997. Desse casamento nasceu uma menina, "Maria", dia 28 de março de 1996. 
Mariana voltou a se casar em 25 de novembro de 2000 com José Maria Fernández, que é filho da atriz Jacqueline Andere e irmão de Chantal Andere, desde união Mariana teve outros 2 filhos. "Paula", nascida dia 19 de janeiro de 2002 e "José Emilio", nascido dia 7 de julho de 2004.

## Vida profissional
Durante sua carreira, trabalhou na Televisa, assim mesmo foi integrante do já inexistente grupo "Fresas con crema" nos anos 80. 
Como atriz, interpretou papéis como antagonista e protagonista, se destacando nas telenovelas La Pícara Soñadora, com a que se tornou conhecida internacionalmente. No ano de 1997 protagonizou a telenovela Leonela no Peru, junto a destacados atores peruanos, como Diego Bertie. Suas última telenovela foi Amor real em 2003 onde interpretou com a personagem Josefina De Icaza.

## Morte
Em 29 de abril de 2005 Mariana saiu do colégio de sua filha, rumo a uma feira para celebrar o dia da criança com ela e suas amigas. No caminho, notou que um carro as perseguiam. O carro lhes cercou e ela viu um homem armado que se aproximava com uma pistola presumidamente para assaltar. Quando  disse ao seu marido, as meninas a escutaram e começaram a gritar histericamente. Apesar de que não foram assaltados, Mariana tinha problemas de coração e a pressão subiu causando um infarto. Morreu em um consultório que ficava perto do lugar dos acontecimentos.

## Trajetória

### Telenovelas
- Amor real (2003).... Josefina de Icaza de Peñalver y Beristain
- La casa en la playa (2000).... Elisa White de Villarreal
- Leonela (1997) .... Leonela Ferrari Mirabal
- Bendita mentira (1996) .... Carolina
- El vuelo del águila (1994) .... Carmelita Romero Rubio (jovem)
- La ultima esperanza (1993) .... Estelita
- Caminos cruzados (1994 - 1995) .... Patricia
- Lo blanco y lo negro (1989) .... Alma de Castro
- En carne propia (1990) .... Dulce Olivia Montenegro
- La Pícara Soñadora (1991) .... Lupita López
- Yo compro esa mujer (1990) .... Jimena
- Rosa salvaje (1987-1988).... Linda
- Martín Garatuza (1986)
- Los años felices (1984) .... Nancy
- Vivir enamorada (1982) .... Veronica

### Séries
- Mujer, casos de la vida real (2002)
- Rayito de luz (2000) .... Francisca Buenrostro
- Cuento de navidad  (1999) .... Guadalupe 'Lupita'

### Filmes
- Amorosos fantasmas (1994)
- Sonata de luna (1992)
- Un corazón para dos (1990)
- Rapunsell (1986)
- Roberto Carlos em Ritmo de Aventura (1967)

### Programas
- 100 mexicanos dijeron (2005)
- Big Brother VIP: México (2004)
- Nuestra casa (2003-2005)

## Ligações Externas
- Mariana Levy. no IMDb.
- Biografía de Mariana Levy en esmas.com